# Камполунго (Ређо Емилија)
Камполунго је насеље у Италији у округу Ређо Емилија, региону Емилија-Ромања.
Према процени из 2011. у насељу је живело 92 становника. Насеље се налази на надморској висини од 712 м.